# 수원시 팔달구 (선거구)
수원시 팔달구는 대한민국의 옛 국회의원 선거구이다. 당시 경기도 수원시의 팔달구 지역을 관할했다.

## 역사
1993년 2월 1일, 장안구 팔달동·남향동·지동·우만동·이의동과 권선구 인계동·매탄1동·매탄2동·매탄3동·원천동을 통합하여 팔달구가 신설되었다. 이에 제15대 국회의원 선거를 앞두고 신설되었다.
2003년 11월 24일, 팔달구 매탄동, 영통동, 원천동, 이의동이 영통구로 분리되면서 신설되었다. 이와 함께 장안구 신안동, 화서1동, 화서2동과 권선구 매교동, 매산동, 고등동이 팔달구로 편입되었다. 이로 인해 대한민국 제17대 국회의원 선거에서 수원시 영통구 선거구가 수원시 팔달구 선거구에서 분리되어 신설되으며 팔달구로 편입된 지역들이 수원시 장안구 선거구와 수원시 권선구 선거구에서 수원시 팔달구 선거구로 편입되었다. 
대한민국 제19대 국회의원 선거를 앞두고 수원시 지역의 선거구가 개편되었다. 이에 수원시 팔달구 전 지역이 수원시 병 선거구를 구성하게 되면서 폐지되었다.

## 역대 국회의원
| 선거   | 정당 | 정당     | 의원   |
| ------ | ---- | -------- | ------ |
| 1996년 |      | 신한국당 | 남평우 |
| 1998년 |      | 한나라당 | 남경필 |
| 2000년 |      | 한나라당 | 남경필 |
| 2004년 |      | 한나라당 | 남경필 |
| 2008년 |      | 한나라당 | 남경필 |

## 역대 선거 결과

### 대한민국 제15대 국회의원 선거
|  | 30.18% |

|  | 24.94% |

|  | 15.01% |

|  | 13.03% |

|  | 8.21% |

|  | 6.54% |

|  | 1.57% |

|  | 0.49% |

### 1998년 대한민국 재보궐선거
|  | 44.3% |

|  | 42.9% |

|  | 7.6% |

|  | 4.1% |

|  | 1.2% |

### 대한민국 제16대 국회의원 선거
|  | 48.92% |

|  | 39.89% |

|  | 4.63% |

|  | 4.29% |

|  | 2.24% |

### 대한민국 제17대 국회의원 선거
|  | 49.01% |

|  | 43.58% |

|  | 4.62% |

|  | 1.82% |

|  | 0.95% |

### 대한민국 제18대 국회의원 선거
|  | 64.07% |

|  | 32.36% |

|  | 3.56% |